# 로템SRS
로템SRS는 철도 운영 및 유지보수, 해외 철도차량 유지보수 사업을 하는 기업이다.
서울 경전철 신림선 전 구간 운영 및 차량 유지보수 업무를 남서울경전철로부터 위탁받아 운영중이다.

## 연혁
- 2020년 12월 18일: 회사 설립
- 2021년 1월 5일: 사업자 등록
- 2021년 1월: 카이로1호선, 카이로3호선 유지보수사업 계약
- 2021년 2월 1일: 현대자동차그룹 편입
- 2021년 3월: 서울 경전철 신림선 운영 및 유지보수 사업 계약
- 2021년 6월: 우크라이나 유지보수사업 계약
- 2021년 12월: 이집트 카이로 2호선 전동차 유지보수사업 계약
- 2022년 1월 2일: 서울특별시 영등포구 여의대로 66, A동 15층 (여의도동, 하이투자증권빌딩)으로 이전

## 같이 보기
- 서울 경전철
- 서울 경전철 신림선
- 서울 경전철 동북선
- 보라매차량사업소
- 남서울경전철
- 현대자동차그룹
- 현대로템